# Europäisches Terrestrisches Referenzsystem 1989
Das Europäische Terrestrische Referenzsystem 1989 (ETRS89) ist ein dreidimensionales geodätisches Referenzsystem. Es wurde von der Europäischen Subkommission der IAG (EUREF) definiert als fest verbunden mit dem stabilen Teil der eurasischen Kontinentalplatte und  identisch mit dem ITRS zur Epoche 1989.0. Das ETRS89 wird von EUREF realisiert durch sporadisch veröffentlichte ETRF_YY (European Terrestrial Reference Frame [mit Bezeichnung der Jahreszahl]) – dreidimensionale Koordinaten und Geschwindigkeiten ausgesuchter Festpunkte, welche mit globalen Messverfahren wie VLBI, Satellite Laser Ranging (SLR), Global Positioning System (GPS) und Doppler Orbitography and Radiopositioning Integrated by Satellite (DORIS) gewonnen werden. Diese Punkte bilden die Hierarchiestufe A des ETRF.
Fanden Ende der 1980er und Anfang der 1990er Jahre noch mobile Messkampagnen auf bodenvermarkten Festpunkten statt, wird das ETRS89 heute auf europäischer Ebene durch permanente GPS-Messungen auf den Stationspunkten des EPN (EUREF Permanent GPS Network) gewonnen. Durch die langen Beobachtungszeiten und die Stabilität der sich auf festen Bauwerken befindenden Punkte ergibt sich eine mittlere Genauigkeit der Koordinaten von wenigen Millimetern. Die Stationsgeschwindigkeiten spiegeln die Bewegung der Erdkruste innerhalb der eurasischen Platte wider.
Das ETRS89 wird von der EU als einheitliches Bezugssystem für europäische Geodaten empfohlen.
Zur Epoche 1. Januar 1989 lagen die Koordinaten der Referenzsysteme ETRS89 und WGS84 um weniger als einen Meter auseinander, womit beide Systeme innerhalb dieser Lagegenauigkeit als identisch angesehen werden können.
Dem Referenzsystem ETRS89 ist das geometrische Referenzellipsoid des Referenzsystems GRS80 als Rechenfläche zugeordnet.

## ETRS89 und die Vermessungsverwaltungen der Länder der Bundesrepublik Deutschland
In Deutschland hat die Arbeitsgemeinschaft der Vermessungsverwaltungen der Länder der Bundesrepublik Deutschland (AdV) im Jahr 1991 die Einführung des ETRS89 als einheitliches amtliches Lagebezugssystem für ganz Deutschland beschlossen. Daraufhin wurden eine nationale Verdichtungsstufe der Hierarchie B des EUREF-Netzes für Deutschland DREF und als Hierarchiestufe C Füllnetze der Länder C-Netze (z. B. SNREF für Sachsen) geschaffen.
Heute ist das ETRS89 in Deutschland durch SAPOS, den Satellitenpositionierungsdienst der deutschen Landesvermessung, hochgenau, homogen und flächendeckend für alle Bereiche des Vermessungswesens realisiert.
Im Jahr 1995 hat die AdV beschlossen, ETRS89 in Verbindung mit der UTM-Abbildung (s. UTM-Koordinatensystem) einzuführen. Mit diesem Beschluss besteht für alle Vermessungsverwaltungen der Bundesländer die Verpflichtung, auch die Bestandteile des Liegenschaftskatasters in das ETRS89/UTM zu überführen.
Mit der Realisierung des ETRS89/DREF91 (Realisierung 2016) beschloss die AdV am 21. September 2016 die Einführung des Integrierten Raumbezugs 2016.